# Parlamentní volby v Palestině 2006
Parlamentní volby v Palestině 2006 se uskutečnily dne 25. ledna 2006. Šlo o druhé volby do Palestinské legislativní rady za existence Palestinské autonomie (předchozí volby se konaly v roce 1996). Vítězem voleb se stalo hnutí Hamás, které kandidovalo pod názvem „Změna a reforma“. Obdrželo 44,45 % hlasů a 74 mandátů, zatímco dosavadní dominantní strana Fatah získala 41,43 % hlasů a 45 mandátů.
Legislativní rada se v novém složení poprvé sešla v únoru 2006. Na zasedání podal dosavadní předseda vlády Ahmad Kuraj rezignaci, nicméně byl prezidentem Mahmúdem Abbásem pověřen vládnutím v demisi. Následně byl lídr Hamásu, Ismáíl Haníja, pověřen sestavením vlády. Ta byla jmenována v březnu 2006. Fatah odmítl na této vládě participovat.
V červnu 2006, po zajetí izraelského vojáka Gil'ada Šalita, Izrael provedl řadu razií a zatýkání, přičemž zatknul desítky palestinských poslanců, včetně některých ministrů. Kvůli zvolení Hamásu byly na Palestinskou autonomii uvrženy sankce ze strany Izraele a Blízkovýchodního kvartetu. Přesun moci k Hamásu vedl k lokálním konfliktům s Fatahem. Ty měly být překonány v únoru 2007, kdy byla podepsána dohoda o vytvoření vlády národní jednoty. Nicméně v červnu 2007 se Hamás chopil vlády v Pásmu Gazy. Koaliční dohoda byla vypovězena a Abbás jmenoval novým předsedou vlády Saláma Fajáda. Tato vláda však držela kontrolu jen nad Západním břehem Jordánu. Další volby se již v Palestině nekonaly.

## Pozadí
První všeobecné volby se konaly v Palestinské autonomii v roce 1996. Od té doby byly další volby pravidelně odsouvány. Jedním z důvodů byly spory mezi Fatahem a Hamásem. Problematické bylo, že Hamás byl řadou zejména západních států označen za teroristickou organizaci. Palestinský prezident Jásir Arafat zase při odvolání plánovaných voleb v roce 2003, během druhé intifády, toto zdůvodnil tím, že „není možné uspořádat svobodné volby během okupačních operací Izraele“.
Po Arafatově smrti v roce 2004 se následně v lednu 2005 konaly prezidentské volby. Po nich se palestinské politické strany shodly na konání parlamentních voleb. Dohodly se na použití smíšeného volebního systému, což byla od roku 1996, kdy použili většinový volební systém, změna. Kvůli tomu došlo k navýšení počtu poslanců v Legislativní radě z 88 na 132. Půlka mandátů měla být volena poměrným volebním systémem a druhá půlka blokovým hlasováním. Původně se měly parlamentní volby s tímto novým systémem konat v červenci 2005, ale byly odloženy na leden 2006.

## Průběh
Izrael zakázal pořádání volební kampaně Hamásu na území Východního Jeruzaléma.
Agentura Spojených států amerických pro mezinárodní rozvoj (USAID) kolem voleb financovala rozvojové projekty a opravu infrastruktury v Palestině. Jelikož netrvala na obvyklých publicitních pravidlech spojených s vyznačením informace o tom, že daný projekt byl hrazen z financí USAID, a šlo o projekty připisované Abbásově vládě, byly USA obviněny z pokusu ovlivnit volby ve prospěch Fatahu.
Evropská unie vyslala do Palestiny volební pozorovatele.
Fatah do roku 2005 dominoval palestinské politice. Nicméně jeho dlouhá vláda již začala být spojována s korupcí a zpronevěrami. Současně se uvnitř strany utvořilo nové křídlo zejména „mladší generace“ kolem Marwána Barghútího. Fatah se pokoušel konat vnitřní stranické volby o obsazení kandidátních listin, ale kvůli nejednotnosti strany byly tyto volby rušeny a kandidátní listiny pro jednotlivé regiony byly sestaveny z centrály strany. Naproti tomu se do voleb poprvé přihlásilo i islamistické hnutí Hamás, které je dříve bojkotovalo.
Dalšími význačnějšími stranami zapojenými do voleb byla například aliance Nezávislá Palestina, vedena neúspěšným prezidentským kandidátem Mustafou Barghútím (vzdálený bratranec Marwána Barghútího), Lidová fronta pro osvobození Palestiny nebo Alternativa (volební aliance levicových stran Demokratická fronta pro osvobození Palestiny, Palestinská komunistická strana a Palestinská demokratická unie).
V předvolebním období zahájil Izrael dne 26. září 2005 zatýkání členů Legislativní rady. Bylo zadrženo 450 členů Hamásu, většinou těch, kteří kandidovali ve volbách do Legislativní rady. Většina z nich byla po různou dobu držena v tzv. administrativní vazbě bez soudu. V průběhu voleb bylo preventivně zajato coby rukojmí 15 členů Legislativní rady.
Izraelské obstrukce během voleb vedly k tomu, že odhadem 123 000 voličů ve Východním Jeruzalémě se nemohlo zaregistrovat k volbám, což způsobilo řadu logistických problémů krátce před dnem voleb. Kontrolní stanoviště Izraele také nadále představovala vážné překážky pro všechny palestinské politické strany během volební kampaně i v samotný den voleb. Bylo také uvedeno, že palestinští uprchlíci v exilu a 9 000 vězňů zůstalo nezpůsobilých volit.
Na průběh voleb dohlížela 84členná mezinárodní pozorovatelská delegace. Ta ve své závěrečné zprávě posoudila volby jako „pokojné a dobře zorganizované“.

## Výsledky
| Název politického subjektu | Název politického subjektu                    | Poměrný systém | Poměrný systém | Poměrný systém | Blokové hlasování v okrscích | Blokové hlasování v okrscích | Blokové hlasování v okrscích | Celkem mandátů |
| Název politického subjektu | Název politického subjektu                    | Počet          | %              | Mandáty        | Počet                        | %                            | Mandáty                      | Celkem mandátů |
| -------------------------- | --------------------------------------------- | -------------- | -------------- | -------------- | ---------------------------- | ---------------------------- | ---------------------------- | -------------- |
|                            | Změna a reforma (Hamás)                       | 440 409        | 44,45          | 29             | 1 932 168                    | 40,82                        | 45                           | 74             |
|                            | Fatah                                         | 410 554        | 41,43          | 28             | 1 684 441                    | 35,58                        | 17                           | 45             |
|                            | Mučedník Abú Alí Mustafa (LFOP)               | 42 101         | 4,25           | 3              | 140 074                      | 2,96                         | 0                            | 3              |
|                            | Alternativa                                   | 28 973         | 2,92           | 2              | 8 216                        | 0,17                         | 0                            | 2              |
|                            | Nezávislá Palestina                           | 26 909         | 2,72           | 2              |                              |                              |                              | 2              |
|                            | Třetí cesta                                   | 23 862         | 2,41           | 2              |                              |                              |                              | 2              |
|                            | Palestinská fronta lidového boje              | 7 127          | 0,72           | 0              | 8 821                        | 0,19                         | 0                            | 0              |
|                            | Palestinská arabská fronta                    | 4 398          | 0,44           | 0              | 3 446                        | 0,07                         | 0                            | 0              |
|                            | Mučedník Abú Abbás (POF)                      | 3 011          | 0,30           | 0              |                              |                              |                              | 0              |
|                            | Národní koalice pro spravedlnost a demokracii | 1 806          | 0,18           | 0              |                              |                              |                              | 0              |
|                            | Palestinská demokratická unie                 |                |                |                | 3 257                        | 0,07                         | 0                            | 0              |
|                            | nezávislí kandidáti                           |                |                |                | 953 465                      | 20,14                        | 4                            | 4              |
| Zdroj: ÚVK                 |                                               |                |                |                |                              |                              |                              |                |